# Протока (річка)
Про́тока — ліва притока річки Рось. Бере початок у Васильківському районі поблизу села Мар'янівки. Протікає через Васильківський та Білоцерківський райони Київської області.

## Опис
Долина річки коритоподібна, ширина якої становить до 2 км, глибина 20 м. Заплава — до 100 м. Річище звивисте, завглибшки 0,4—0,6 м, 10 м — у нижній течії. Живлення атмосферними опадами. Стік частково зарегульовано.
Норма стоку річки становить 35,2 млн м³, стік маловодних років забезпеченістю 75 і 95 % — відповідно 22,3 і 12 млн м³. Середня витрата води річки (вище м. Біла Церква) становить 1,14 м³/с. Гідротехнічних споруд — 47 шт.

## Притоки
- Пологівська Стружечка - права притока у Білоцерківському районі Київської області. Бере початок на південно-східній стороні від села Устинівки. Спочатку тече переважно на південний схід через село Пологи, далі тече переважно на північний схід і впадає у Протоку у селі Саливонки. Населені пункти вздовж берегової смуги: Дослідницьке.[3][4]
- Храпачанський яр - права притока у селі Храпачі[5]
- Вирвохвіст

## Сучасний стан
В даний час річка досить забруднена як через господарську діяльність людини, так і через незначну швидкість течії. Разом з цим загальна β-радіоактивність Протоки становить 92—95 Бк/л, що значно нижче від показника річки Рось (151—156 Бк/л).

## Історична довідка
30 квітня 1151 р. Ізяславом Мстиславичем у битві на річці Руті були розгромлені війська Юрія Долгорукого та його союзників половців Севенча. Натомість пізніше дату та учасників битви неодноразово плутали.
У письмових джерелах аж до кінця XIX століття згадується під назвою Роток, що дало назву цілій історичній місцевості Білої Церкви. Давні русичі називали цю річку назвою Рут. Саме в урочищі біля Рута у 1511 році було розбито великий загін татар об'єднаними русько-литовським силами. Тривалий час ця подія вважалась першою перемогою над татарами, через те, що у «Сказанні про населені місцевості Київської губернії» було зроблено друкарську помилку і замість 1511 року, було надруковано 1311 рік. Це викликало ряд непорозумінь тому, що цю дату вказували навіть у дисертаціях та підручниках по краєзнавству Поросся.
На березі також згадується легендарне місто Сокол, від якого очевидно походить назва села Соколівка. «Між кутками Соколівкою та Глушками є стародавнє городище оточене з трьох боків Ротком і болотами, а з четвертого земляним валом зі рвом, завдовжки 340 сажнів. Усього пплощею 136 десят, 400 саж. На цьому місці, за переказами, колись знаходилося місто Соколів. Поблизу із західного боку Соколова, де нині куток Соколівка, на крутому березі є інше невелике земляне укріплення, що містить у собі лише півтори десятини площі».

## Цікаві факти
Річка дала назву місцевості на сході Білої Церкви — Ротку та однойменній залізничній станції.

## Біота
Прибережні угруповання вздовж р. Протока представлені асоціаціями очерету звичайного, рогозу широколистого, куги озерної, лепешняка великого, осоки гостролистої. Серед занурених рослин домінували асоціації кушира зануреного. У фітофільній фауні безхребетних наявні личинки бабок (красуня блискуча), клопи, жуки-плавунці, рак річкивий вузькопалий, ставковик звичайний, котушка рогоподібна.
В іхтіофауні річки Протока зареєстровано 20 видів. У річці наявні угруповання лімнофільних озерних видів риб (карась китайський,  колючка триголкова, верховка, плітка, плоскирка європейська, краснопріка, гірчак європейський, щука звичайна, окунь, чебачок амурський, головешка ротан, короп). Також реєструвались в'юн звичайний, сом європейський. У результаті експлуатації ставків через шлюзи до річки потрапляють інтродуковані види: білий амур та товстолоб білий. В той же час за відсутності в складі іхтіоценозів на окремих ділянках річки Протока верховодки  звичайної,плоскирки,  плітки   внаслідок  переривання  їх  міграційних  шляхів водозливами спостерігалась масовість дрібних короткоциклових видів риб. Слід зауважити  про  нерівномірний  розподіл видів у р. Протока через значну кількість гідроспоруд на водоймі. Це впливає на міграцію риб, а також створює несприятливі умови для риб, які чутливі до вмісту розчиненого у воді кисню (йорж звичайний) 
Серед птахів розповсюджені різноманітні водно-болотні птахи. Значну частку становлять мартин звичайний, лиска, пірникоза велика. Також на ставках, що розташовані на р. Протока наявні гніздові угруповання настпуних видів: попелюх, чиярнка велика, крижень, водяна курочка, пастушок, крячок білощокий, крячок річковий,  бугайчик, чапля сіра, чапля руда, бугай, лунь очереятний, лебідь-шипун, пірникоза мала, пірникоза чорношия, чайка, пісочник малий, очереятянка чагарникова, очеретянка велика, очеретянка лучна, синьошийка, вусата синиця, ремез. Під час міграцій реєструються: грицик великий, коловодник великий, коловодник лісовий,  коловодник болотяний, коловодник чорний, набережник, баранець звичайний, кульон великий, крячок білокрилий, крячок чорний, мартин сивий, мартин жовтоногий, квак, орлан-блоіхвіст, скопа, чернь чубата, пірникоза сірощока, пірникоза червоношия, гоголь, широконіска, чирянка мала, нерозень, крех великий, баклан великий, лелека чорний. Значна частка видів внесені до списків Бернської та Бонської конвенцій, що засвідчує важливість зазначених територій для транскордонних мігрантів та як місць існування  рідкісних та вразливих водно-болотних птахів 

## Галерея
|  |  |  |